# Język moksela
Język moksela (a. maksela), także opselan – wymarły język austronezyjski z wyspy Buru w indonezyjskiej prowincji Moluki. Ostatnia osoba posługująca się tym językiem zmarła w 1974 roku.
Bywa wzmiankowany jako dialekt języka kayeli. Nie zachowały się jednak żadne informacje nt. tego języka, nie jest też znana jego dokładna lokalizacja.